# Craig Taborn
Craig Marvin Taborn (Mineápolis, Minnesota, 20 de febrero de 1970) es un pianista americano de jazz.
Actúa tanto en grupo como en solitario y su discografía comprende proyectos liderados por él mismo o por otros músicos.
Además de jazz trabaja otros géneros como electrónica y avant-garde.
Maneja un amplio abanico de estilos, adaptando a menudo su forma de tocar a la naturaleza del instrumento y a los sonidos que puede extraer del mismo. Su técnica de improvisación, en particular en sus solos de piano, adopta a menudo un enfoque modular, que parte de pequeñas unidades melódicas y rítmicas que dan paso progresivamente a formas y estructuras de mayor envergadura.

## Biografía
Nace en Mineápolis, en el estado de Minnesota, en el distrito de Golden Valley. Empieza a tocar el piano y el teclado electrónico a los doce años, edad a la que sus padres le regalaron un sintetizador Moog.
Desde 1988 estudia en la Universidad de Míchigan. Poco después de llegar, conoce al batería Gerald Cleaver, con el que crea un grupo de música electrónica, el Tracey Science Quartet y antes de graduarse en 1995 había participado ya en tres grabaciones con el James Carter Quartet.
Su primera grabación como líder,  Craig Taborn Trio, es editada en 1994 por el sello DIW. En 2001 saca con Thirsty Ear su segundo disco, Light Made Lighter, que suscita críticas entusiastas. A partir de este momento actuará y realizará grabaciones con un extenso abanico de músicos, tanto dentro del free jazz como del jazz más convencional.
En 2001 da en Nueva York su primer concierto en solitario; en ese mismo año empieza a grabar con el grupo del saxofonista Tim Berne y participa en el trío liderado por la percusionista Susie Ibarra, combinando el piano con la electrónica.
Su tercera grabación como líder aparece en 2004, bajo el título Junk Magic de nuevo para el sello Thirsty Ear y grabada junto al saxofonista tenor Aaron Stewart, el violinista Mat Maneri y el batería Dave King.
En 2011 comienza a grabar con el sello ECM, con quien publica Avenging Angel en 2011 y Chants en 2012. 
El tres de febrero de 2017 aparece Daylight Ghosts, trabajo en cuarteto junto a Chris Speed, en el saxofón tenor y clarinete, Chris Lightcap, en el bajo, y Dave King, en la batería.

## Discografía

### Como líder

#### Craig Taborn Trio
| Año  | Título            | Sello | Notas                                                    |
| ---- | ----------------- | ----- | -------------------------------------------------------- |
| 1994 | Craig Taborn Trio | DIW   | Trio, con Jaribu Shahid (bajo), Tani Tabbal (batería)    |
| 2012 | Chants            | ECM   | Trio, con Thomas Morgan (bajo), Gerald Cleaver (batería) |

#### Otras formaciones
| Año  | Título             | Sello       | Notas                                                                                          |
| ---- | ------------------ | ----------- | ---------------------------------------------------------------------------------------------- |
| 2001 | Light Made Lighter | Thirsty Ear | Trio, con Chris Lightcap (bajo), Gerald Cleaver (batería)                                      |
| 2004 | Junk Magic         | Thirsty Ear | Cuarteto, con Aaron Stewart (saxo tenor), Mat Maneri (viola), Dave King (batería)              |
| 2011 | Avenging Angel     | ECM         | Solo piano                                                                                     |
| 2017 | Daylight Ghosts    | ECM         | Cuarteto, con Chris Speed (saxo tenor y clarinete), Chris Lightcap (bajo), Dave King (batería) |

### Junto a otros líderes
| Año  | Título                                  | Sello                | Notas |
| ---- | --------------------------------------- | -------------------- | --- |
| 2001 | The Shell Game                          | Thirsty Ear          | Tim Berne (saxo alto), Craig Taborn (teclados y electrónica), Tom Rainey (Batería)                                         |
| 2005 | Triptych                                | Leo Records          | Lotte Anker (saxo tenor y soprano), Craig Taborn (piano), Gerald Cleaver (batería)                                         |
| 2009 | Floating Island                         | ILK Music            | Lotte Anker (saxo tenor y soprano), Craig Taborn (piano), Gerald Cleaver (batería)                                         |
| 2009 | Live at the Loft                        | ILK Music            | Lotte Anker (saxo tenor y soprano), Craig Taborn (piano), Gerald Cleaver (batería)                                         |
| 2009 | Farmers By Nature                       | AUM Fidelity         | Gerald Cleaver (batería), William Parker (bajo), Craig Taborn (piano)                                                      |
| 2010 | Eldorado Trio                           | Clean Feed           | Louis Sclavis (clarinete bajo y saxo soprano), Craig Taborn (piano), Tom Rainey (batería)                                  |
| 2011 | Unknown Skies                           | Rogueart             | Rob Brown (saxo alto), Craig Taborn (piano), Nasheet Waits (batería)                                                       |
| 2013 | Rocket Science                          | More is More Records | Evan Parker (saxo tenor y soprano), Craig Taborn (piano), Sam Pluta (ordenador), Peter Evans (trompeta y trompeta piccolo) |
| 2014 | Conversations I y II                    | Wide Hive Records    | Roscoe Mitchell (flautas y saxos), Craig Taborn (piano, órgano y sintetizadores), Kikanju Baku (batería)                   |
| 2014 | The Secret Escapades Of Velvet Anderson | RogueArt             | Nicole Mitchell (flauta), Craig Taborn (piano), David Boykin (saxo tenor), Chad Taylor (batería y guitarra acústica)       |
| 2015 | Flaga: Book of Angels Volume 27         | Tzadik               | Trio, con Christian McBride (bajo), Tyshawn Sorey (batería) compuesto por John Zorn                                        |